# باج پتی
 باج پتی  (انگلیسی: Budge Patty؛ (زادهٔ ۱۱ فوریهٔ ۱۹۲۴ – درگذشتهٔ ۳ اکتبر ۲۰۲۱) یک تنیس‌باز اهل ایالات متحده آمریکا بود.